# Sprengkopf

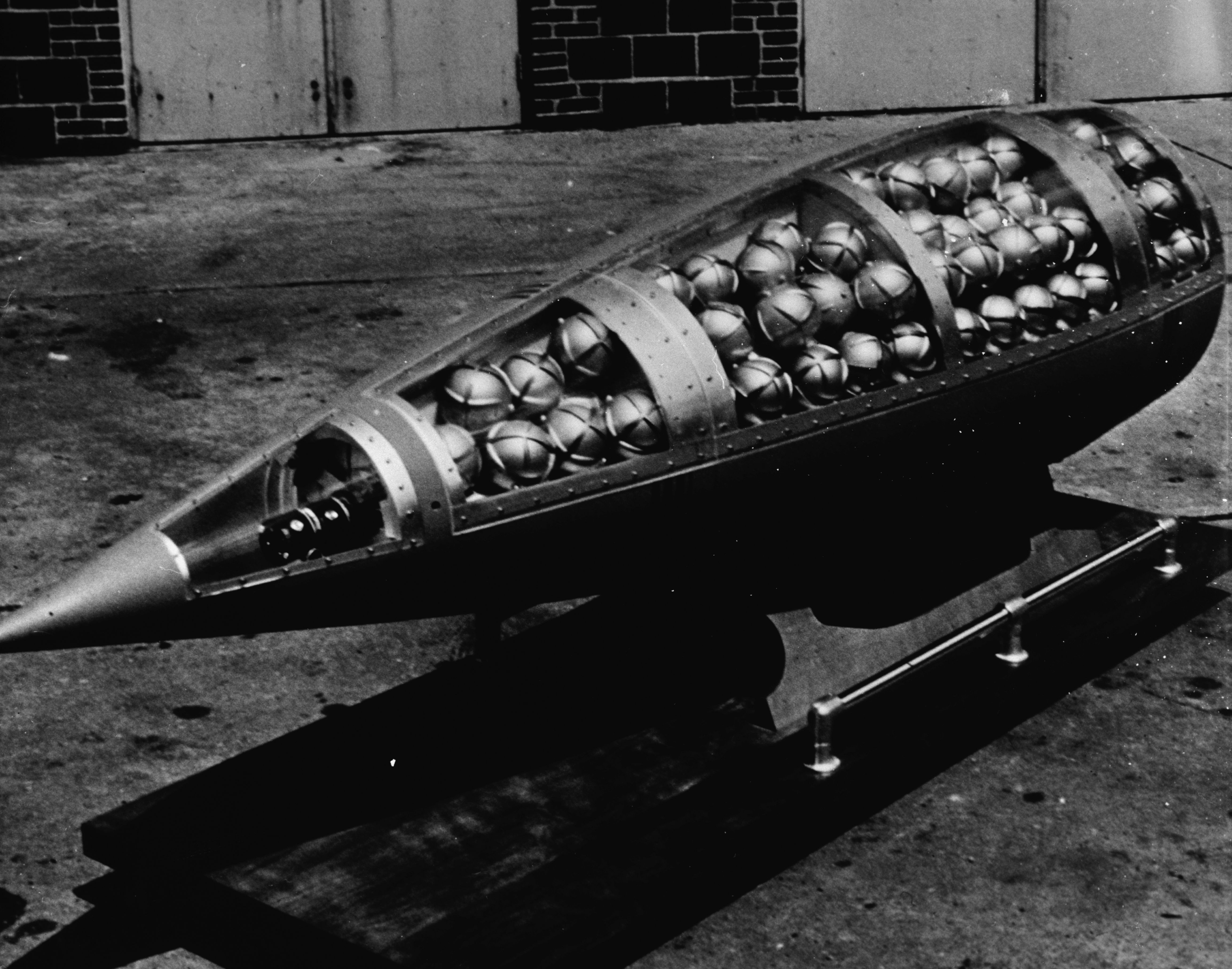
Chemischer Gefechtskopf der Kurzstreckenrakete Honest John mit M134-Bomblets, die Sarin enthalten (Schnittmodell zur Demonstration)

Ein Sprengkopf (militärisch Gefechtskopf) ist derjenige Teil einer Explosionswaffe, der im Ziel die eigentliche Wirkung durch Explosion erreicht. Konventionelle Sprengköpfe bestehen im Allgemeinen aus einer Sprengladung und einem Zünder. Im Aufbau unterscheiden sich Sprengköpfe je nach Anwendungszweck sehr stark. Sprengköpfe können auch Träger von Massenvernichtungsmitteln sein, also chemische, biologische oder Kernwaffen.

## Sprengkopfvarianten
Während Einzelsprengköpfe oft bis zum Aufschlag im Ziel an ihrem Trägersystem verbleiben, werden Mehrfachsprengladungen vorher ausgestoßen oder abgeworfen, wobei die einzelnen Sprengladungen manchmal über ein eigenes Lenksystem verfügen. Dadurch soll wie beispielsweise beim Annular Blast eine größere Flächenwirkung erreicht oder es sollen mehrere Punktziele auf einmal bekämpft werden. Ein typisches Beispiel hierfür sind nukleare Mehrfach-Sprengladungen (MIRV) von Interkontinentalraketen. Eine Weiterentwicklung von MIRV sind MARV, manövrierbare Wiedereintrittskörper.

## Zünder
Bekannte Zünderarten sind der Aufschlagzünder, der Abstandszünder (Annäherungszünder), der die Annäherung an ein Ziel misst, Zeitzünder oder Kombinationen von diesen wie der Abstandszerlegezünder oder der Aufschlagzünder mit Verzögerung.

## Trägersysteme
Bei Trägersystemen wird der Sprengkopf auch als Nutzlast bezeichnet. Typische Träger von Sprengköpfen sind beispielsweise Raketen, Marschflugkörper oder Torpedos. Diese können jeweils einen Sprengkopf besitzen oder auch mehrere Sprengladungen enthalten.